# کونگ: جزیره جمجمه
کونگ: جزیره جمجمه (به انگلیسی: Kong: Skull Island) یک فیلم آمریکایی در ژانر هیولایی و دومین فیلم از دنیای سینمایی هیولاها به کارگردانی جردن ووگت-رابرتز و نویسندگی دن گیلروی، مکس بورنستاین و درک کانولی است که در سال ۲۰۱۷ منتشر شد. از بازیگران این فیلم می‌توان به تام هیدلستون، بری لارسون، ساموئل ال. جکسون، توبی کبل، جان گودمن و جان سی ریلی اشاره کرد.
کونگ: جزیره جمجمه در تاریخ ۱۰ مارس ۲۰۱۷ در ایالات متحده به نمایش درآمد. فیلمبرداری این فیلم در هاوایی ویتنام و استرالیا انجام شده است.
داستان فیلم در مورد گروهی از اکتشاف‌گران است که سفری ماجراجویانه را به جزیره‌ای گرمسیری، اسرارآمیز و پر رمز و راز آغاز می‌کنند.
این فیلم با بودجه‌ای معادل ۱۸۵ میلیون دلاری ساخته شد و در گیشه به فروشی ۵۶۶٫۲ میلیونی رسید.
دنباله این فیلم در گودزیلا در برابر کونگ جریان دارد.

## چکیده داستان
در سال ۱۹۷۳ سازمان مونارک یک جزیره دورافتاده و پر رمز و راز را پیدا می‌کند که حدس می‌زند این جزیره زادگاه گونه‌های جانوری جدید می‌باشد. آن‌ها کشف می‌کنند که کونگ در مرکز یک نبرد برای سلطه بر آن جزیره (جزیره جمجمه) است. این سازمان معتقد است که کونگ سعی می‌کند از گونه‌های حیوانات جدید و عجیب و غریب در مقابل مارمولک‌ها محافظت کند.
کونگ در آخر برای محافظت از اعضای مونارک و تیم شبه نظامی با مارمولک‌ها و بزرگ آن‌ها مبارزه کرده و در آخر طی نبردی سخت مارمولک بزرگ را شکست می‌دهد و به سلطه کامل جزیره می‌رسد.

## شرح داستان
در سال ۱۹۴۴، دو خلبان جنگنده از دوران جنگ جهانی دوم، یعنی هنک مارلو آمریکایی و گونپی ایکاری ژاپنی، پس از یک نبرد هوایی بر فراز اقیانوس آرام جنوبی با چتر نجات به جزیره‌ای ناشناخته سقوط می‌کنند و وارد نبرد تن‌به‌تن می‌شوند، اما نبردشان با ظاهر شدن یک میمون غول‌پیکر متوقف می‌شود.
در سال ۱۹۷۳، بیل راندا، رئیس سازمان «مونارک»، دولت آمریکا را متقاعد می‌کند تا اجازه دهد رهبری یک مأموریت پژوهشی به جزیره تازه‌کشف‌شده «جمجمه» را بر عهده بگیرد. او گروهی از نظامیان ارتش آمریکا به فرماندهی سرهنگ دوم پرستون پکارد، یک ردیاب و افسر پیشین نیروی ویژه بریتانیا به نام جیمز کنراد، و نیز عکاسی ضدجنگ به نام میسون ویور را به خدمت می‌گیرد. با ورود به جزیره، نیروهای پکارد شروع به پرتاب مواد منفجره لرزه‌ای می‌کنند که به‌وسیلهٔ زمین‌شناس گروه، هیوسْتون بروکس، طراحی شده است تا نقشه ساختار زیرزمینی جزیره ترسیم شود و نظریه «زمین توخالی» او را ثابت کند. ناگهان، میمون عظیم‌الجثه به گروه حمله می‌کند و بازماندگان را در سطح جزیره پراکنده‌می‌سازد. گروه کنراد، ویور، نیِوس، بروکس، سان لین (زیست‌شناس) و سربازی به نام اسلیوکو به‌سوی نقطه خروج در شمال حرکت می‌کنند، در حالی که پکارد به‌همراه راندا و چند نفر دیگر در جستجوی چپمن، معاون گمشده‌اش، می‌روند.
گروه کنراد با بومیان ایوی و مارلوی پیر روبه‌رو می‌شود. مارلو به آن‌ها می‌گوید که میمون غول‌پیکر «کونگ» نام دارد و از جزیره در برابر موجوداتی خزنده و زیرزمینی به نام «جمجمه‌خزها» محافظت می‌کند. این موجودات که با انفجارها بیدار شده‌اند، تمام هم‌نوعان کونگ را کشته‌اند و او تنها بازمانده گونه‌اش است. ایوی‌ها باور دارند با مرگ کونگ، خزنده‌ای بزرگ‌تر بیدار خواهد شد و جزیره را نابود خواهد کرد. مارلو همچنین فاش می‌کند که بین او و ایکاری دوستی عمیقی شکل گرفته بود، اما ایکاری مدتی پیش به‌دست یکی از جمجمه‌خزها کشته شده است. در همین حال، چپمن طعمهٔ یکی از آن‌ها می‌شود. گروه مارلو قایقی را که با قطعات هواپیماهای سقوط‌کرده ساخته شده کامل می‌کند و با آن در رودخانه پیش می‌روند، اما در مسیر، نیِوس به‌دست پرندگان درنده تکه‌تکه می‌شود. آن‌ها سرانجام با گروه پکارد تماس برقرار می‌کنند.
پس از پیوستن دوباره به پکارد، او همچنان اصرار دارد چپمن را پیدا کند. مارلو آن‌ها را از میان گورستانی پر از بقایای دایناسورها و خانوادهٔ کونگ عبور می‌دهد. خزنده‌ای که چپمن را کشته بود حمله می‌کند و در این میان بیل راندا و چند سرباز دیگر کشته می‌شوند، تا اینکه ویور با انفجار گاز آتش‌زا آن را از پای درمی‌آورد. وقتی مرگ چپمن آشکار می‌شود، پکارد تصمیم می‌گیرد از کونگ انتقام بگیرد و او را نابود کند. مارلو و بروکس هشدار می‌دهند که کشتن کونگ باعث رها شدن خزنده‌ها خواهد شد، اما پکارد نمی‌پذیرد. گروه‌ها از هم جدا می‌شوند: پکارد و سربازان با بازیابی اسلحه‌ها از بالگرد چپمن، تله‌ای برای کونگ در کنار دریاچه می‌سازند، در حالی که گروه دیگر به‌سمت قایق بازمی‌گردد. کنراد و ویور از نزدیک با کونگ روبه‌رو می‌شوند و با درک ماهیت صلح‌جویانه‌اش، تصمیم می‌گیرند او را نجات دهند.
پکارد با استفاده از بمب‌های لرزه‌ای کونگ را به دام می‌اندازد و با ناپالم بیهوش می‌کند. کنراد، ویور و مارلو مداخله می‌کنند و با پادرمیانی، سربازان دیگر را به صرف‌نظر از کشتن کونگ متقاعد می‌کنند، اما پکارد مقاومت می‌کند. در همین لحظه، جمجمه‌خزی عظیم از دریاچه بیرون می‌آید و همه، جز پکارد، عقب‌نشینی می‌کنند؛ پیش از آنکه او بمب‌ها را منفجر کند، کونگ او را در هم می‌کوبد. خزنده غول‌آسا کونگ را شکست می‌دهد و گروه را تعقیب می‌کند، اما کونگ بازمی‌گردد و با کمک انسان‌ها او را نابود می‌کند. بازماندگان به نقطهٔ خروج می‌رسند و جزیره را ترک می‌کنند، در حالی که کونگ با وقار آن‌ها را بدرقه می‌کند. در پایان، مارلو به خانه بازمی‌گردد، همسرش را دوباره می‌بیند و برای نخستین‌بار با پسرش ملاقات می‌کند.
در صحنهٔ پس از تیتراژ، مونارک کنراد و ویور را بازداشت و به خدمت می‌گیرد. لین و بروکس به آن‌ها می‌گویند کونگ تنها پادشاه هیولاها نیست و تصاویر غاری از گودزیلا، موترا، رودان و گیدورا شاه را به آن‌ها نشان می‌دهند. تصویر پایانی، نبردی میان گودزیلا و گیدورا را به تصویر می‌کشد.

## بازیگران

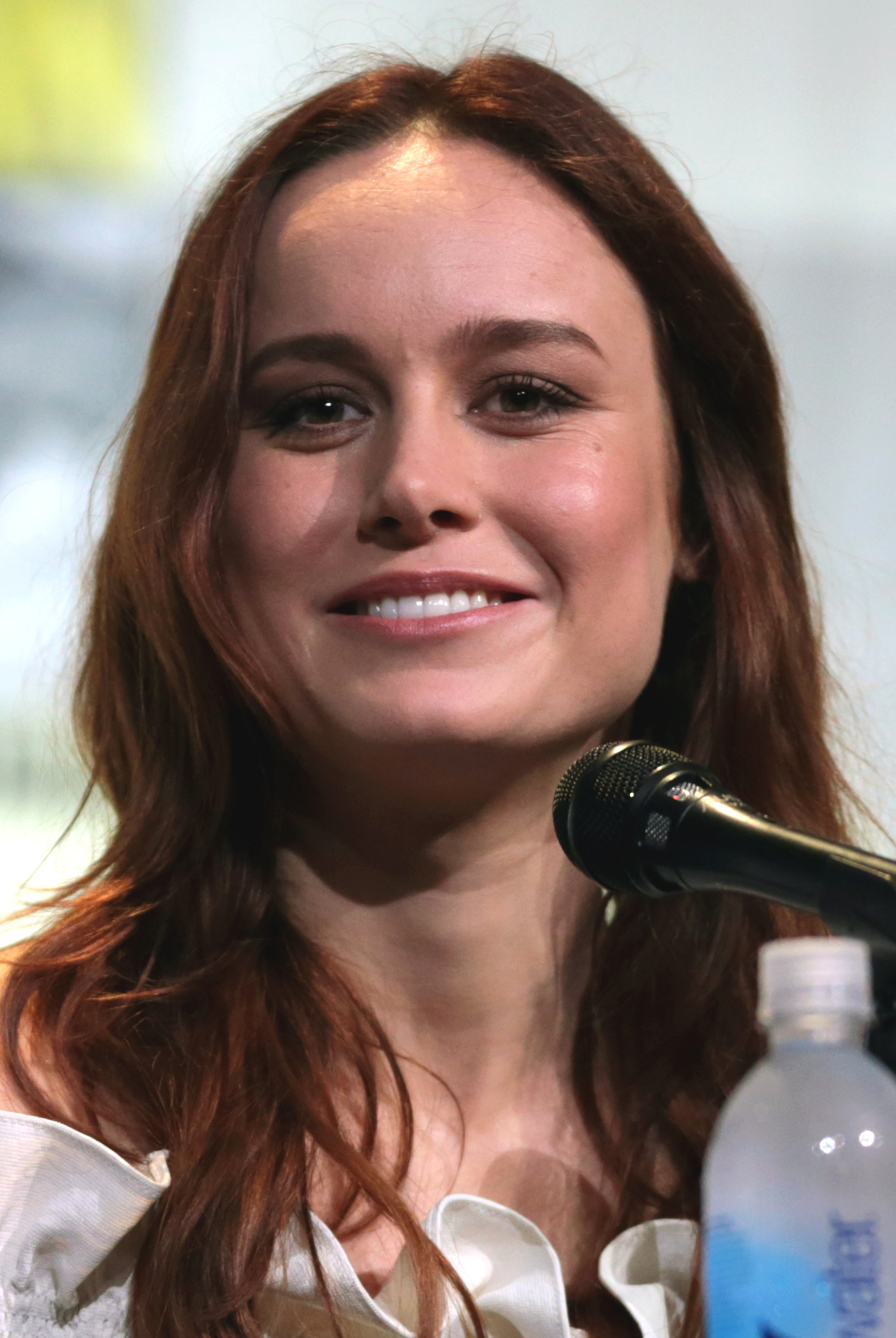
بری لارسون در نقش میسن ویور
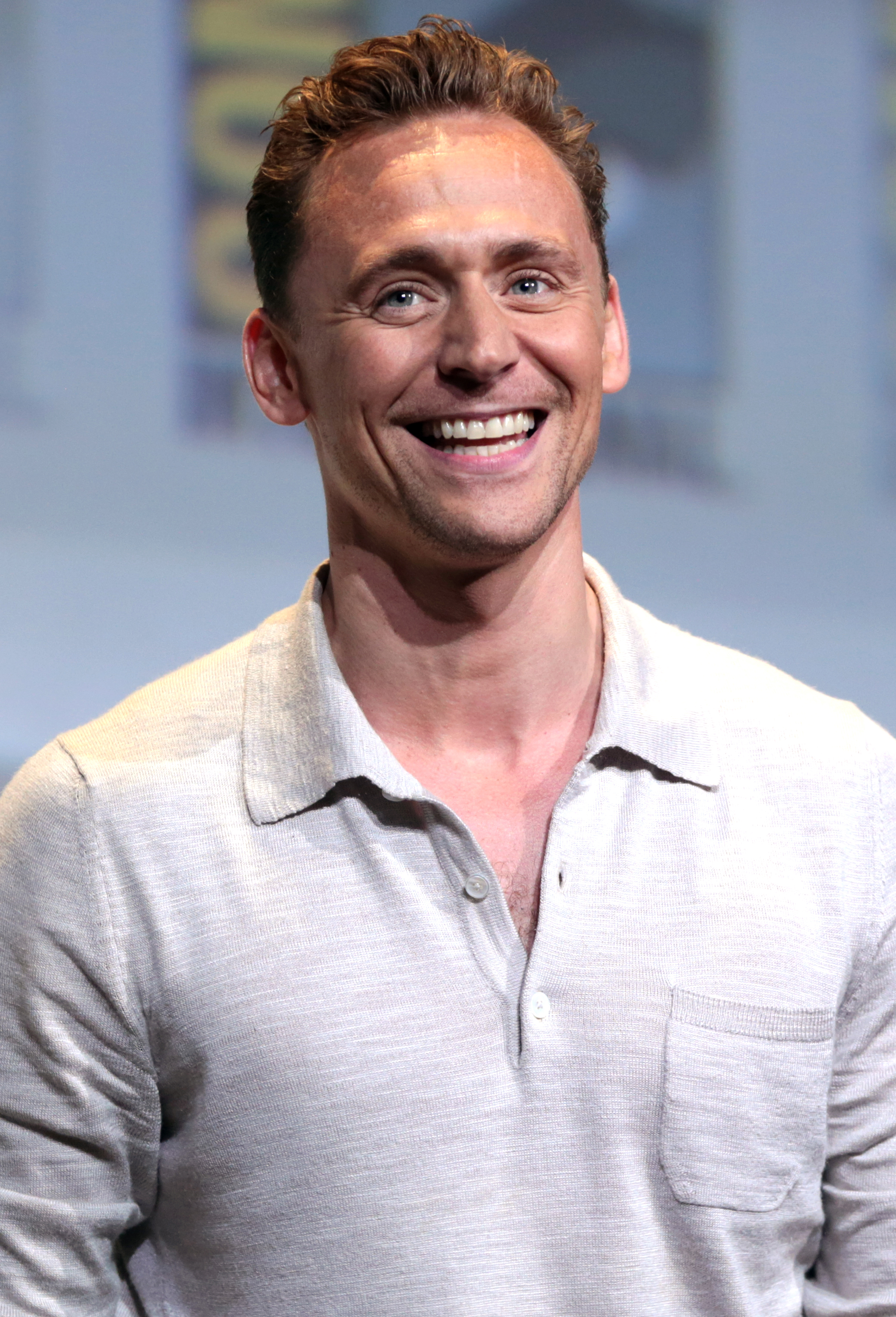
تام هیدلستون در نقش کاپیتان جیمز کنراد
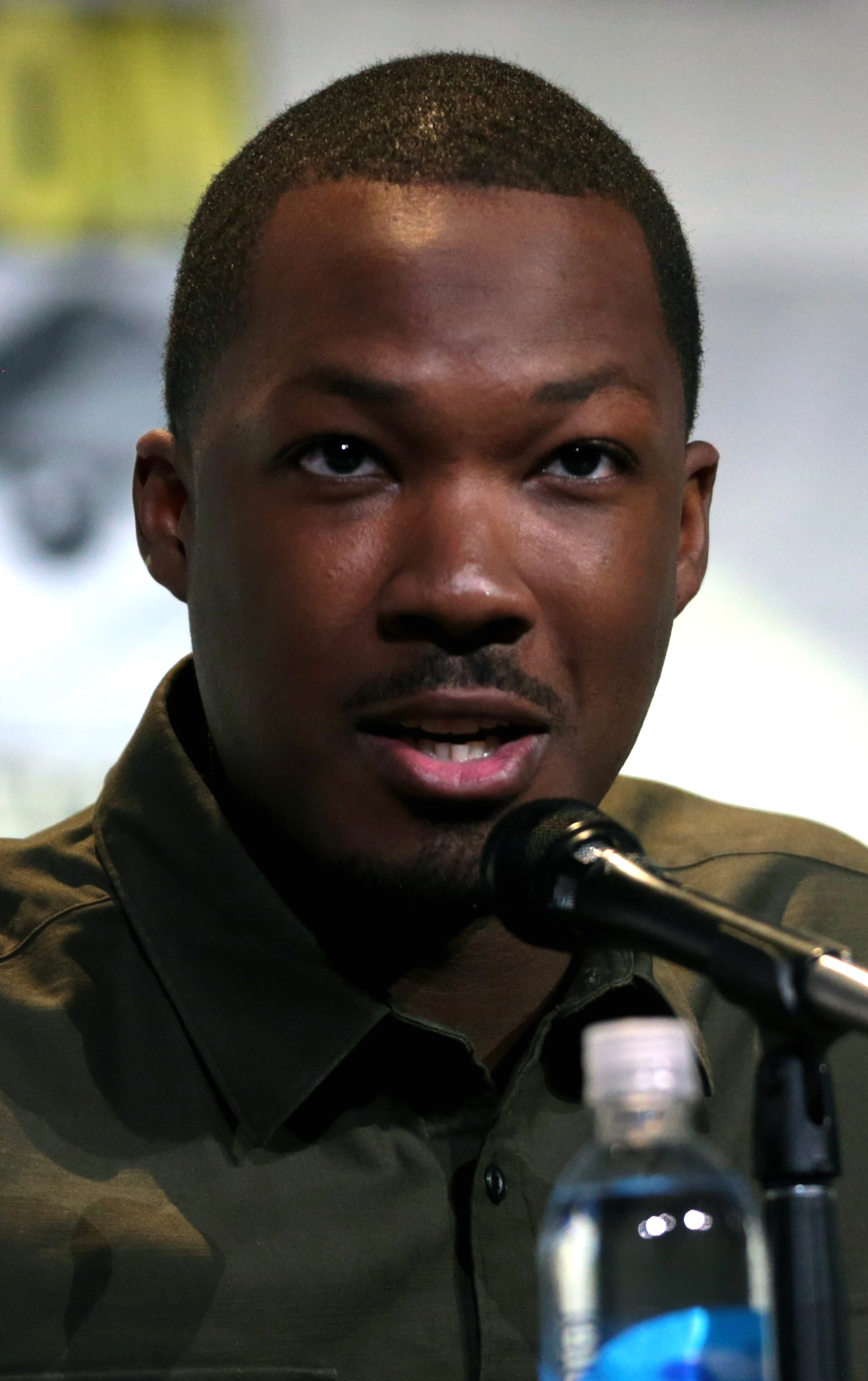
کوری هاکینز در نقش هیوسن بروکس
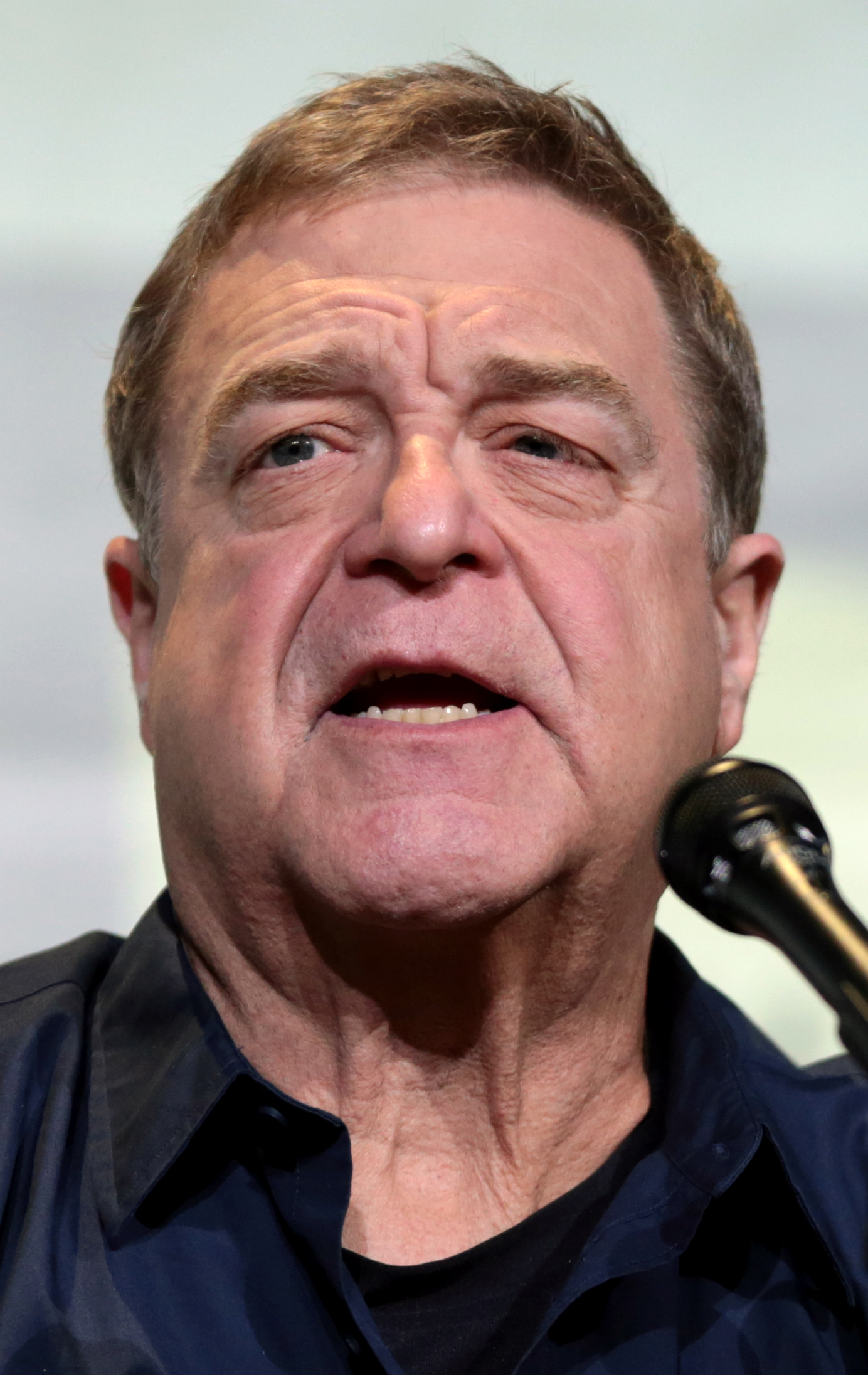
جان گودمن در نقش بیل راندا
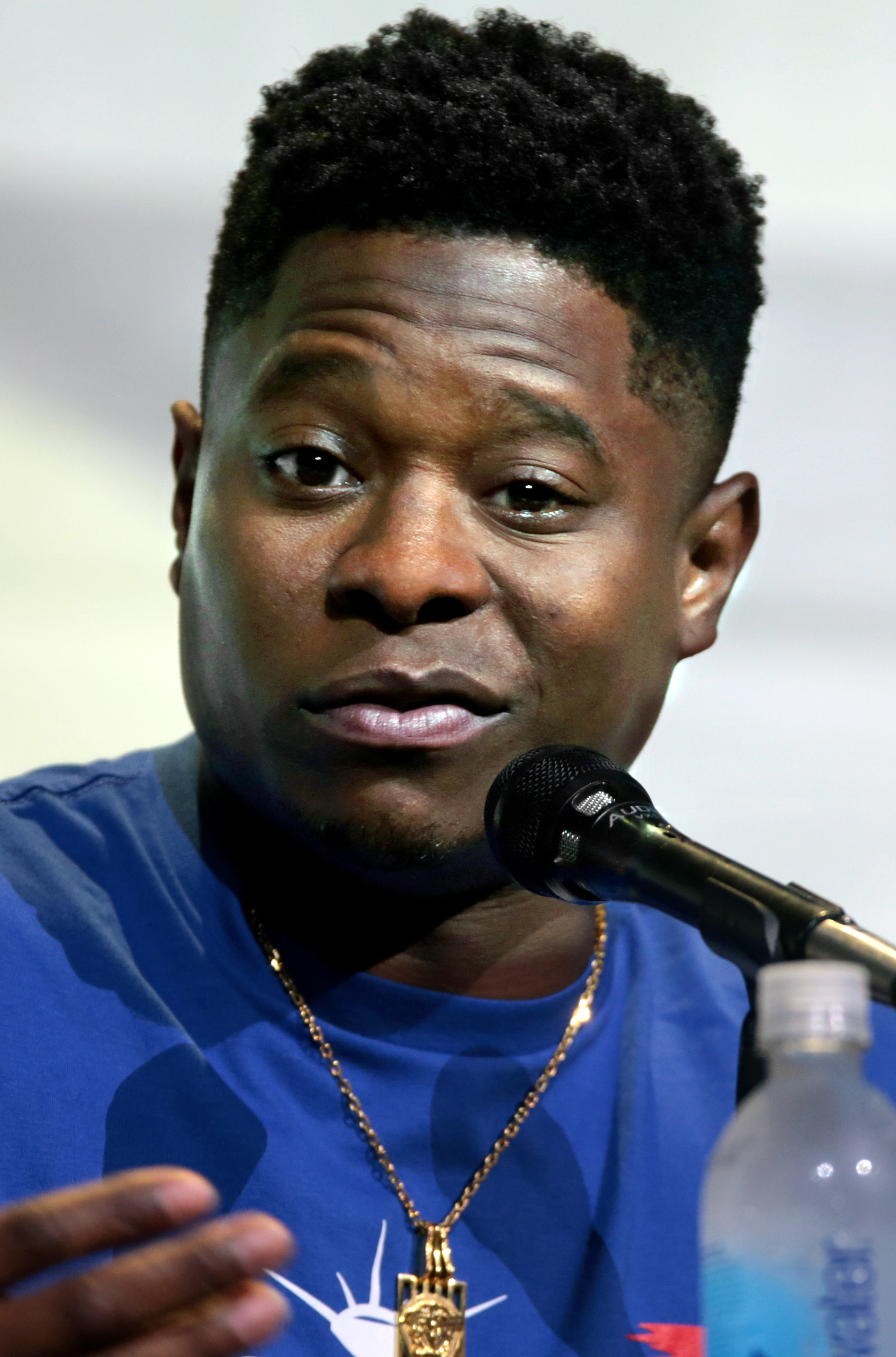
جیسون میچل در نقش گلن میل
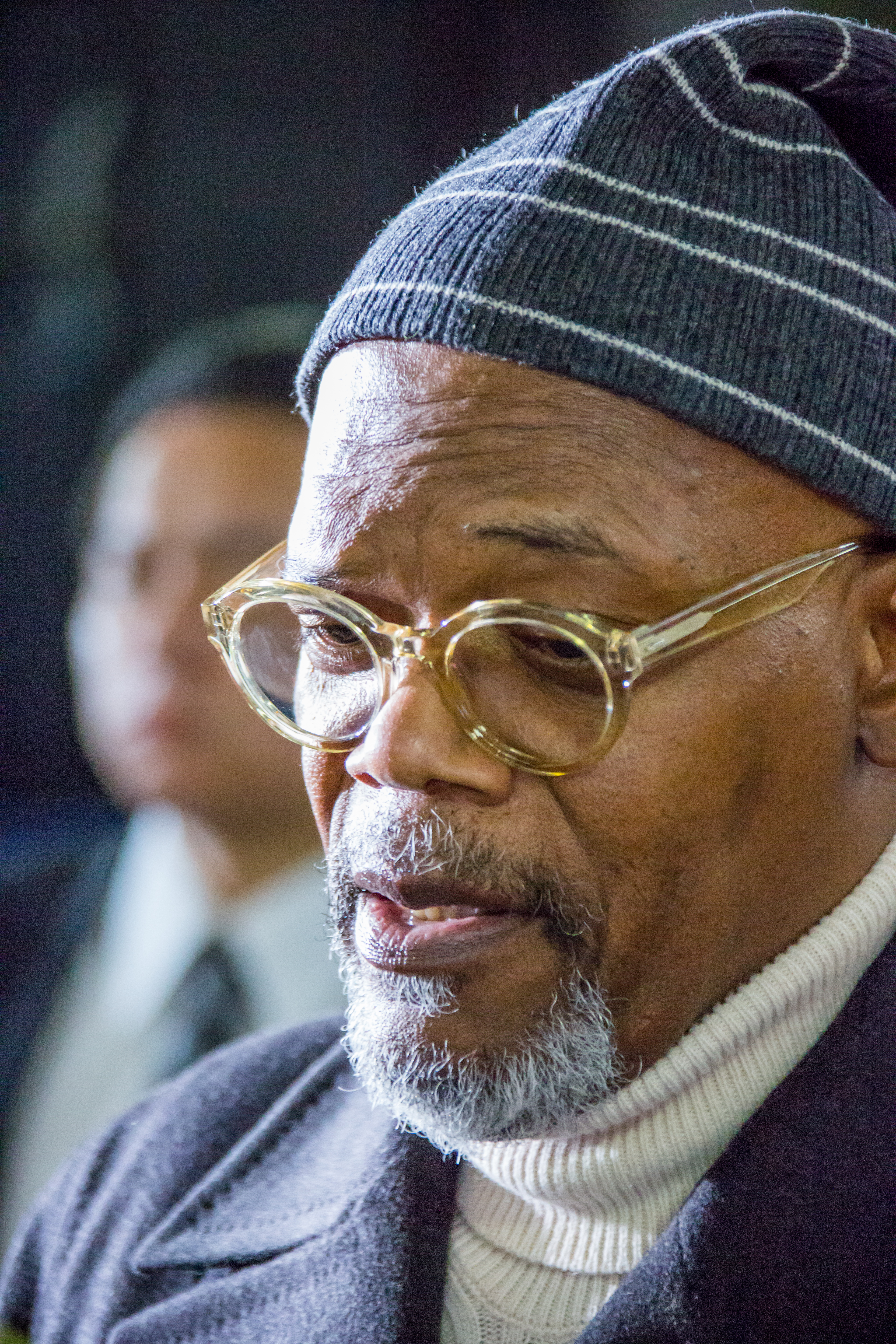
ساموئل ال. جکسون در نقش سرهنگ پکارد
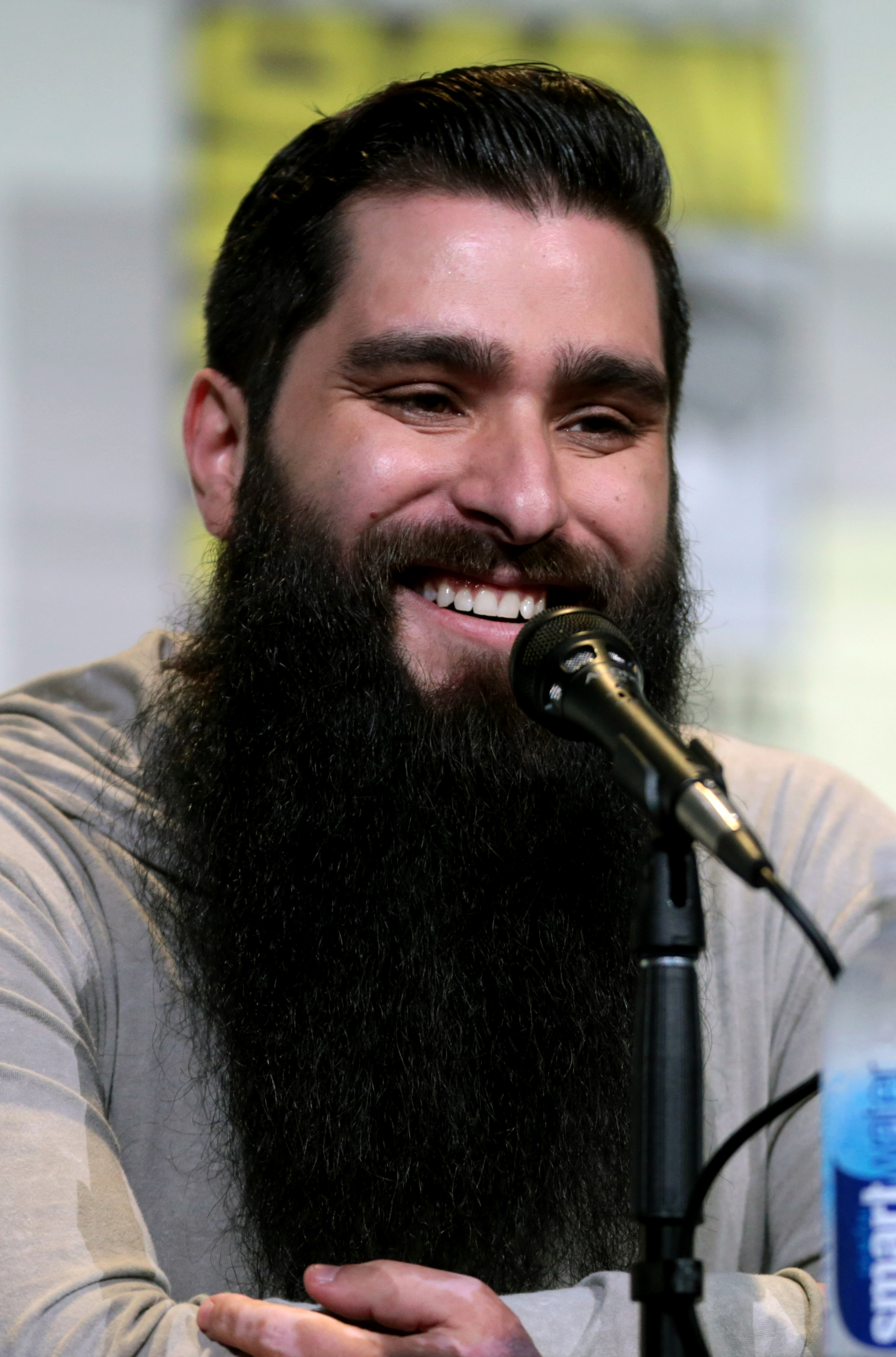
کارگردان جردن ووگت-رابرتز

- تام هیدلستون در نقش جیمز کنراد:
یک کاپیتان پیشین سرویس هوایی ویژه است که در جنگ ویتنام همراه با هنگ ویژه استرالیا خدمت کرده و از سوی راندا برای عملیات به‌عنوان شکارچی و ردیاب استخدام می‌شود.[۶] هیدلستون شخصیت خود را مردی توصیف می‌کند که «در این درگیری، وفاداری سیاسی ندارد» اما «ماهیت جنگ را می‌فهمد». او اضافه می‌کند: «او سربازی سابق است که فهمی ژرف از جنگ دارد، ولی مهارت‌های خاصش با قدرت طبیعت گره خورده، و به‌نظرم چنین چیزی مدت‌هاست که در سینما دیده نشده».[۷]
- ساموئل ال. جکسون در نقش پرستون پکارد:
یک سرهنگ دوم از نیروی زمینی ایالات متحده آمریکا و فرمانده یگان بالگرذی اسکای دویلز (Sky Devils) که مأمور محافظت نظامی از هیئت اعزامی است. جکسون شخصیت خود را با کاپیتان آهاب در موبی دیک مقایسه کرده و می‌گوید: «او باید نوعی انتقام برای افرادی که از دست داده بگیرد. این همان طبیعت ماست – چشم در برابر چشم!»[۷]
- جان گودمن در نقش ویلیام «بیل» راندا:
مقام ارشدی در سازمان دولتی مونارک که رهبری عملیات را برعهده دارد.
- بری لارسون در نقش میسون ویور:
یک عکاس جنگ و روزنامه‌نگار تحقیقی وابسته به جنبش ضد جنگ. لارسون می‌گوید شخصیتش «انگیزه شخصی خودش را برای پیوستن به عملیات دارد» و توضیح می‌دهد: «نکته جالب فیلم اینجاست که گروهی از آدم‌های نامتجانس از دیدگاه‌های گوناگون به یک موضوع نگاه می‌کنند. فیلم نگاهی چندسویه به رابطه ما با طبیعت و نحوه برخورد با آن ارائه می‌دهد».[۷] او همچنین اضافه می‌کند که ویور «به طبیعت علاقه و احترام دارد» و «از این طریق رابطه‌ای صمیمی‌تر، عاشقانه‌تر و انسانی‌تر با کونگ پیدا می‌کند».[۷]
- جینگ تیان در نقش سان لین:
یک زیست‌شناس عضو مونارک. طبق گفته وُگت-رابرتز و بورنشتاین، نقش او ابتدا گسترده‌تر بوده، اما بازنویسی فیلمنامه آن را کاهش داده است. آلیسون د سوزا از استریتس تایمز نوشته است که در نسخه نهایی، نقش او در زبان چینی به‌صورت "hua ping" (花瓶) یا "گلدان تزئینی" توصیف می‌شود، یعنی نقشی بی‌اهمیت که تقریباً هیچ دیالوگی ندارد.[۸]
- توبی کبل در نقش جک چپمن:
یک سرگرد ارتش ایالات متحده و خلبان بالگرد سیکورسکی سی‌اچ-۵۳ سی استالیون که دست راست پکارد است.[۹]
- جان اورتیز در نقش ویکتور نیِوس:
یکی از مقامات ارشد برنامه لندست در عملیات.
- کوری هاکینز در نقش هیوسْتون بروکس:
زمین‌شناس و فارغ‌التحصیل دانشگاه ییل که توسط مونارک برای نظریه‌های نوآورانه‌اش در لرزه‌شناسی به‌کار گرفته می‌شود.[۹] نسخهٔ مسن‌تر او با بازی جو مورتون در فیلم گودزیلا: سلطان هیولاها (فیلم ۲۰۱۹) ظاهر می‌شود.
- جیسون میچل در نقش گلن میلز:
یک درجه‌دار اسکای دویلز و خلبان هلی‌کوپتر که دوست نزدیک کول است.
- شیا ویگهام در نقش ارل کول:
یک کاپیتان با تجربه از اسکای دویلز که به‌جای ام۱۶، کلاشینکف حمل می‌کند و دوست نزدیک میلز است.
- توماس مان در نقش رگ اسلیوکو:
یک درجه‌دار اسکای دویلز که به داشتن دستگاه پخش صفحات همراه شهرت دارد.
- تری نوتاری و توبی کبل[۱۰] در نقش کونگ (ضبط حرکت):
میمونی به ارتفاع ۱۰۴ فوت (۳۱٫۷ متر) که آخرین بازماندهٔ گونهٔ خود است و از سوی بومیان ایوی به‌عنوان شاه و خدای جزیره جمجمه پرستیده می‌شود.[۱۱] نوتاری اظهار داشت که این کونگ در واقع نوجوان است و تلاش کرده او را مانند «نوجوان ۱۴ ساله‌ای که در زندگی یک بزرگسال گیر افتاده» بازی کند. او افزود فیلم‌برداری صحنه‌های ضبط حرکت سه روز طول کشید.[۱۲] علاوه بر بازی در نقش چپمن، توبی کبل برخی مرجع‌های چهره‌پردازی کونگ را نیز فراهم کرده است و می‌گوید: «من برخی مرجع‌های صورت ارائه دادم – برخی ظرافت‌ها، برخی نگاه‌ها. من و تری با هم کار کردیم تا آنچه کونگ نیاز دارد خلق کنیم. فقط برای کمک به اجرای جزئیاتی که تری می‌خواست، در دسترس بودم. واقعاً افتخار بزرگی است که بازیگری عالی از تو بخواهد برای ایفای نقشش به او کمک کنی».[۱۳]
- جان سی ریلی در نقش هنک مارلو:
یک ستوان در نیروی هوایی نیروی زمینی ایالات متحده آمریکا از گردان ۴۵ جنگنده که نزدیک به ۲۹ سال در جزیره جمجمه گیر افتاده است. او با موجودات جزیره آشناست و با بومیان ایوی رابطه دوستانه دارد. ویل بریتین نقش مارلوی جوان و نیز پسر او را بازی می‌کند.

همچنین یوجین کوردرو در نقش رِلس، درجه‌دار اسکای دویلز و مسلسل‌چی در هلی‌کوپتر پکارد ظاهر می‌شود؛ مارک اون جکسون در نقش استیو وودوارد، از کارکنان برنامه لندست در عملیات؛ ریچارد جنکینز در نقش سناتور ال ویلیس، سیاستمداری که با بی‌میلی عملیات را تأمین مالی می‌کند؛ میاوی در نقش گونپی ایکاری، خلبان ژاپنی جنگ جهانی دوم که همراه مارلو در جزیره سقوط کرده؛ و روبرت تیلور در نقش کاپیتان کشتی «آتنا» بازی می‌کنند. توماس میدلدیچ که بعدها نقش مهمی در فیلم گودزیلا: سلطان هیولاها خواهد داشت، صدای شخصیت جری را ایفا می‌کند. مویسس آریاس، نیک رابینسون و ارین موریارتی در نقش مهمانان بار، و دت فان در نقش یک شرور در بار ظاهر می‌شوند.

## توسعه

### تولید
در سال ۲۰۱۵ تأیید شد که فیلم کونگ: جزیره جمجمه قرار است تنها بخشی از مجموعه هیولایی که در حال شکل گرفتن است، باشد. پس از موفقیت فیلم گودزیلا در سال ۲۰۱۴، کمپانی برادران وارنر و لجندری پیکچرز تصمیم به ایجاد یک مجموعه سینمایی مشترک گرفتند، که علاوه بر کونگ: جزیره جمجمه، دو فیلم گودزیلا: سلطان هیولاها (فیلم ۲۰۱۹) که در سال ۲۰۱۹ اکران شد و فیلم گودزیلا در برابر کونگ دیگر فیلم‌های این مجموعه هستند.

### نگارش
پیش از آغاز فیلم‌برداری، چند فیلمنامه‌نویس برای نگارش نسخه‌های اولیهٔ فیلم انتخاب شده بودند. برای ایجاد پیوستگی میان جهان‌های «کینگ کونگ» و «گودزیلا»، مکس بورنشتاین (نویسندهٔ فیلم Godzilla محصول ۲۰۱۴) نخستین پیش‌نویس فیلمنامه را نوشت و سپس جان گاتینز برای نگارش نسخهٔ دوم استخدام شد. بورنشتاین هنگام نوشتن فیلمنامه، نمی‌خواست روایت تکراری «دیو و دلبر» که در فیلم‌های کینگ کونگ رایج است، بازسازی شود؛ و هم‌زمان، عناصر کهنه‌ای مانند کلیشه‌های بومیان جزیره و «دوشیزه در تنگنا» را هم در نظر گرفت. او تأثیر اولیهٔ خود را فیلم اینک آخرالزمان می‌دانست و گفته است:
"آنچه به‌عنوان الگوی فیلم به ذهنم رسید، اینک آخرالزمان بود. بدیهی است که آن فیلمی جنگی است، اما من ایدهٔ گروهی از انسان‌ها که در مسیر رودخانه به سوی نیرویی ناشناخته و بد تعبیرشده حرکت می‌کنند، که ابتدا تصور می‌شود شرور است اما بعداً درمی‌یابند که بسیار پیچیده‌تر است، دوست داشتم."
پیش از آن‌که جردن وُگت-رابرتس به‌عنوان کارگردان انتخاب شود، بورنشتاین ایده‌ای داشت که فیلم در دوران جنگ ویتنام آغاز شود و به زمان حال بپرد. اما پس از رد این طرح توسط کمپانی لجندری، نسخه‌ای نوشت که داستان آن در سال ۱۹۱۷ و در میانهٔ جنگ جهانی اول و پیش از وقایع فیلم کینگ کونگ رخ می‌داد، در حالی که ایدهٔ اینک آخرالزمان را حفظ کرده بود. در آن نسخه، شخصیت تام هیدلستون رهبر تیم نجاتی بود که برای یافتن برادر گمشده‌اش به جزیره جمجمه می‌رفت؛ برادری که در جست‌وجوی «سرم تایتان» (دارویی که گفته می‌شد همه بیماری‌ها را درمان می‌کند) در جزیره گرفتار شده بود. پس از آن، بورنشتاین بار دیگر داستان را بازنویسی کرد و ماجرا را به زمان حال منتقل نمود.
پس از پیوستن جردن وُگت-رابرتس به پروژه، او با بورنشتاین دیدار کرد و از ایدهٔ اینک آخرالزمان استقبال نمود. وُگت-رابرتس این طرح را با استودیوی لجندری در میان گذاشت و نسخه‌ای را پیشنهاد داد که داستان آن در پایان جنگ ویتنام روی می‌داد، و استودیو با آن موافقت کرد. بعدها مشخص شد که دن گیلروی نیز در تهیهٔ نسخهٔ مشترک بورنشتاین/گاتینز همکاری داشته است. در ۱۸ اوت ۲۰۱۵ تأیید شد که درک کانلی نیز در حال بازنویسی فیلمنامه بوده است.
بورنشتاین پیش از آغاز فیلم‌برداری، بازبینی نهایی بر فیلمنامه انجام داد و همهٔ نویسندگان را در نگارش متن نهایی سهیم دانست و گفت: «بدون تردید کار نهایی حاصل همکاری بود، گرچه هیچ‌یک از ما با هم کار نکردیم. در نسخهٔ نهایی بخش‌هایی از نوشته‌های من، دو نویسندهٔ دیگر و جان گاتینز – که برای طرح داستان اعتبار گرفت – دیده می‌شود. همه نقش مؤثری داشتند.»
گیلروی فاش کرد که بخش زیادی از پیشینه‌ها و لحظات شخصیتی در نسخهٔ او حذف شده است، به‌ویژه دربارهٔ شخصیت‌های میسون ویور و جیمز کنراد. او احساس می‌کرد فیلم ظرفیت پرداخت به این جنبه‌ها را داشت. گیلروی توضیح داد:
"شخصیت بری (لارسون) فردی خسته از جنگ بود که بیش‌ازحد عکاسی کرده بود و دیگر به چیزی باور نداشت – بنابراین دیدن کونگ برای نخستین‌بار مانند بیداری برایش بود. او جان تازه‌ای یافت. شخصیت تام (هیدلستون) کسی بود که یگانش در ویتنام توسط هیولایی عظیم نابود شده بود – بنابراین در پی یافتن همان موجود بود. در نسخهٔ من، به‌جای آن‌که در یک بار سراغش بروند و به او مأموریت بدهند، خودش می‌گفت: «من می‌خواهم عضو تیم باشم». من واقعاً این شخصیت‌ها را دوست داشتم… اما آن‌ها نخواستند با آن نسخه پیش بروند."
با وجود کنار گذاشته شدن این ایده‌ها، گیلروی معتقد بود که فیلم نهایی «فیلم خوبی از آب درآمده است».
در آوریل ۲۰۱۶، هنرمند جو دی‌ویتو از تهیه‌کنندگان فیلم شکایت کرد و مدعی شد آن‌ها بدون اجازه از عناصر جهان داستانی جزیره جمجمه که به ادعای او خود خلق کرده بود، استفاده کرده‌اند.

### طراحی هیولا
کارگردان وگت-رابرتز از استیفن روزنباوم خواست تا کارلوس خوانته را برای کمک به طراحی موجودات استخدام کند. هدف آن‌ها ایجاد ترکیبی از روش‌های نوین و سنتی بود؛ با استفاده از انیمیشن کلیدفریم برای ایجاد مقیاس مورد نیاز، در کنار توسعه حالات چهره با ضبط حرکت که به شخصیت هیولا عمق می‌بخشید.
وگت-رابرتز می‌خواست چهرهٔ کونگ آن‌قدر نمادین و ساده باشد که یک کودک دبستانی بتواند آن را بکشد و تصویر همچنان قابل تشخیص باشد. او همچنین می‌خواست کونگ مانند «خدایی تنها» جلوه کند—چهره‌ای غم‌زده که در جزیره پرسه می‌زند—و طراحی را به نسخهٔ سال ۱۹۳۳ بازگرداند، جایی که کونگ به‌عنوان موجودی دوپا که به‌صورت ایستاده راه می‌رفت معرفی شده بود.
وگت-رابرتز اظهار داشت: «کونگ ما قرار است بازگشتی باشد به نسخهٔ ۱۹۳۳. [کونگ] یک هیولای سینمایی بود، بنابراین ما واقعاً تلاش کردیم تا برخی ویژگی‌های اغراق‌شدهٔ آن نسخه، ویژگی‌های کارتونی و نمادینش را بگیریم و آن‌ها را متعلق به خودمان کنیم… ما چیزی ساختیم که تا حدی ادای دینی باشد به منبع الهام اولیه، اما در عین حال موجودی کاملاً تازه و متفاوت باشد که—امیدوارم—نسخهٔ ۲۰۱۷ کینگ کونگ به‌شمار رود. به نظر من او هم مدرن است و هم بی‌زمان.»
انیمهٔ شاهزاده مونونوکه اثر هایائو میازاکی نیز در طراحی و نگرش نسبت به موجودات الهام‌بخش بود؛ وگت-رابرتز گفت: «شاهزاده مونونوکه در طراحی موجودات روح‌مانند و قلمروهایی که در آن زیست می‌کنند، تأثیر مهمی داشت. ما سعی کردیم موجوداتی طراحی کنیم که هم واقعی و زیست‌پذیر در یک اکوسیستم وحشی باشند و هم زیبا و در عین حال ترسناک.»
مارمولک دو دستیِ نسخهٔ ۱۹۳۳ کینگ کونگ به‌عنوان مرجعی برای اسکال‌کراولرها در نظر گرفته شد. همچنین آن‌ها از ترکیبی از دیگر موجودات سینمایی الهام گرفته شده بودند؛ وگت-رابرتز گفت: «این موجود علاوه بر اشاره به هیولای فیلم ۱۹۳۳، ترکیبی دیوانه‌وار از تمام تأثیرات زندگی من است—از جمله فرشتهٔ نخستین در نئون جنسیس اونگلیون، چهره‌بی‌چهره در شهر اشباح، و کیوبون در پوکمون.»

### انتخاب بازیگران

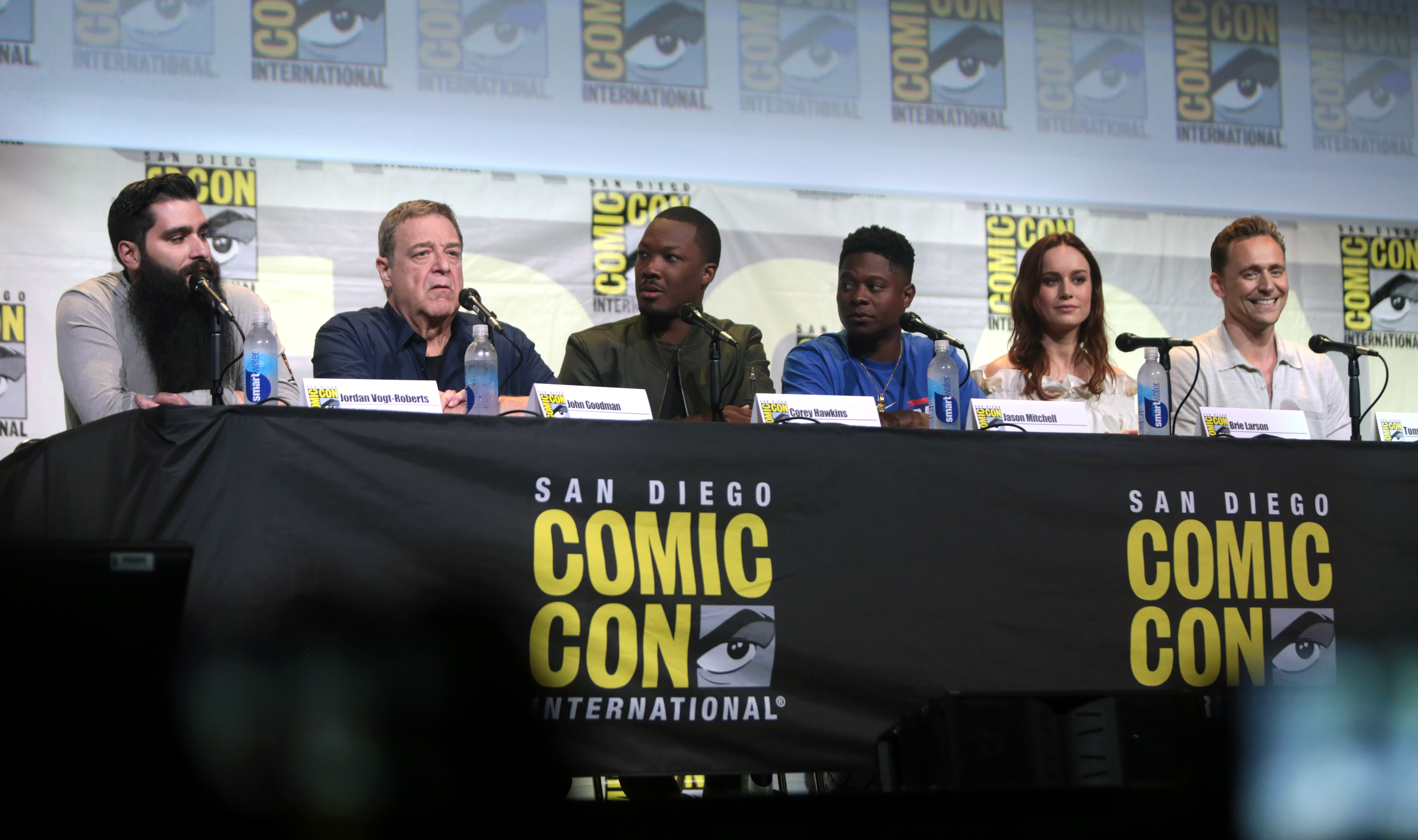
کارگردان و بازیگران کونگ: جزیره جمجمه در کامیک-کان سن دیگو ۲۰۱۶

هم‌زمان با معرفی وگت-رابرتز به‌عنوان کارگردان، اعلام شد که تام هیدلستون نقش اصلی را بازی خواهد کرد. مدتی جی. کی. سیمونز و مایکل کیتون نیز به پروژه پیوسته بودند، اما به‌دلیل تداخل برنامه‌ها کنار رفتند.
در ژوئیهٔ ۲۰۱۵، بری لارسون برای نقش اصلی زن انتخاب شد. در ۵ اوت ۲۰۱۵، اعلام شد که کوری هاکینز نیز در نقش مکمل به بازیگران پیوسته است. همچنین ساموئل ال. جکسون برای جایگزینی سیمونز در نظر گرفته شد و جان سی ریلی نیز برای نقش کیتون مدنظر بود. تام ویلکینسون هم پیشنهادی برای حضور در فیلم دریافت کرد.
در همان ماه، توبی کبل به پروژه پیوست و حضور جکسون و ریلی نیز قطعی شد. جکسون برای این نقش پنج میلیون دلار دریافت کرد.
در اوت ۲۰۱۵، جیسون میچل برای ایفای نقش یک خلبان به پروژه اضافه شد. در سپتامبر ۲۰۱۵، جان گودمن برای نقش بیل راندا، مقام دولتی و رهبر گروه اعزامی، انتخاب شد و توماس مان نیز به جمع بازیگران پیوست. در اکتبر ۲۰۱۵، جان اورتیز و شیا ویگهام برای نقش‌های نامشخصی انتخاب شدند. همچنین یوجین کوردرو نیز به پروژه پیوست.
در نوامبر ۲۰۱۵، اعلام شد که ویل بریتین در یکی از آخرین نقش‌های اصلی، به‌عنوان خلبان در فیلم بازی می‌کند. در مه ۲۰۱۶، توبی کبل فاش کرد که تری نوتاری حرکات کونگ را از طریق ضبط حرکت اجرا کرده و خود او نیز برای این صحنه‌ها مشاوره داده است.

### فیلم‌برداری
تصویربرداری اصلی فیلم در ۱۹ اکتبر ۲۰۱۵ آغاز شد و در ۱۸ مارس ۲۰۱۶ به پایان رسید. تصویربرداری در بخش شمالی ویتنام انجام شد که مکان‌هایی مانند چشم‌انداز طبیعی ترانگ‌آن، وان‌لانگ و تام کوک-بیچ دونگ (استان نین‌بین)، خلیج‌ها لونگ (استان کوانگ‌نین) و ورودی سامانه غارهای تو لان (تان هوا، روستای ترونگ هوا، شهرستان مین‌هوا، استان کوانگ‌بن) را شامل می‌شد. این کار با همکاری شرکت Creatv و با تهیه‌کنندگی اجرایی نیکلاس سایمون انجام گرفت.
فیلم‌برداری همچنین در جزیرهٔ اوآهو در هاوایی انجام شد و رنی کانفر به‌عنوان ناظر تولید در آن‌جا فعالیت داشت. بخش‌هایی نیز در ساحل طلایی استرالیا انجام شد که جنیفر کورنول مدیریت تولید واحد استرالیایی را برعهده داشت. مکان‌هایی در هاوایی مانند چایناتاون (هونولولو), مرتع کوآلوآ و درهٔ وایکانه (منطقهٔ حفاظتی جنگل اوهوله‌هوله) نیز برای تصویربرداری استفاده شدند.
در اواسط ژانویهٔ ۲۰۱۶، تصویربرداری در ساحل طلایی، کوئینزلند، استرالیا آغاز شد.

## تأثیرات
وگت-رابرتز چندین فیلم را به‌عنوان الهام‌بخش کونگ: جزیره جمجمه معرفی کرده است:
اگر بخواهم برای مردم دسته‌بندی کنم، باید بگویم بدیهی است که اینک آخرالزمان و به‌طور کلی دورهٔ فیلم‌سازی دههٔ ۱۹۷۰ الهام‌بخش ما بودند، با فیلم‌هایی همچون مکالمه (فیلم). همچنین جوخه (فیلم ۱۹۸۶) منبع الهام بود و فیلم کره‌ای میزبان (فیلم ۲۰۰۶) نیز همین‌طور. مجموعهٔ کامل نئون جنسیس اونگلیون تأثیر بزرگی داشت. من از نظر ژنتیکی ترکیبی از انیمه و بازی‌های ویدیویی‌ام و فکر می‌کنم این موضوع به‌شدت وارد این فیلم شده است.
سایر منابع الهام شامل فیلم‌های کره‌ای خوب، بد، عجیب و پیرپسر هستند، همچنین بازی‌هایی مانند مجموعهٔ بیگانگان، افسانه زلدا و سایه کلوسوس. آثار انیمه‌ای شهر اشباح و شاهزاده مونونوکه از هایائو میازاکی نیز در نگرش و طراحی هیولاها تأثیرگذار بودند، همان‌طور که ساچیل از نئون جنسیس اونگلیون، کیوبون از پوکمون، و مارمولک دوپای نسخهٔ نخستین کینگ کونگ الهام‌بخش طراحی بودند.
در صحنه‌ای از فیلم که عنکبوتی غول‌پیکر با پاهایش یک سرباز را سوراخ می‌کند، به‌طور مستقیم به فیلم ترسناک ایتالیایی هولوکاست آدم‌خوار اشاره شده است.

## موسیقی
هنری جکمن موسیقی فیلم را ساخت. او با استفاده از گیتارهای روان‌گردان دههٔ ۷۰ میلادی، فضای زمانی فیلم را در موسیقی بازتاب داد. وگت-رابرتز می‌خواست از ترانه‌های دورهٔ جنگ ویتنام استفاده کند تا دوگانگی چشمگیری ایجاد کند، لحن فیلم را بسازد و لحظاتی سرگرم‌کننده بیافریند. این موسیقی در استودیو ایر لیندهارست با همراهی گروه London Voices و رهبری گوین گریناوی ضبط شد. موسیقی‌هایی از الکس بلچر، هالی کاتری و استیون هیلتون نیز به آن افزوده شد. آلبوم در مارس ۲۰۱۷ به‌صورت دیجیتال از سوی واترتاور موزیک منتشر شد و سپس در ۲۰۱۸ توسط واکس‌ورک رکوردز روی صفحه‌دوبل ال‌پی عرضه شد.

## انتشار

### کالاهای جانبی
محصولات جانبی فیلم در سال ۲۰۱۷ به‌صورت انحصاری از سوی وال‌مارت عرضه شد. اسباب‌بازی اصلی یک فیگور بزرگ از کونگ بود که در کنار آن شخصیت «جک چپمن» با پرتابگر موشک ارائه می‌شد. در کنار وال‌مارت، آمازون نیز این محصولات را فروخت. همچنین دو لباس مبدل از کونگ برای هالووین طراحی و عرضه شد، یکی معمولی و دیگری بادی بادی.
در ۷ آوریل ۲۰۱۷، شرکت Legendary مجموعه کمیک چهارجلدی با عنوان Skull Island: The Birth of Kong را معرفی کرد. این مجموعه، که هم پیش‌درآمد و هم دنباله‌ای بر فیلم است، داستان «هیوسْتون بروکس» در سال ۲۰۱۲ را روایت می‌کند که نزدیک بازنشستگی از سازمان «مانارک» است و درمی‌یابد پسر گمشده‌اش «آرون» در دههٔ ۹۰ میلادی با تیمی به جزیرهٔ جمجمه سفر کرده است. تیم او اسراری از گذشتهٔ کونگ و نحوهٔ تبدیل شدنش به آخرین بازماندهٔ گونه‌اش را کشف می‌کند.
نویسندهٔ کمیک، آروید نلسون و طراح آن، محمد یزید هستند و جلد شمارهٔ چهارم توسط درو جانسون طراحی شده است. این مجموعه بین ۱۲ آوریل تا ۲۱ نوامبر ۲۰۱۷ منتشر شد و در ۱۲ دسامبر همان سال به‌صورت مجموعهٔ جلد نرم عرضه شد. تیم لِبِن نیز رمان‌نوشته‌ای براساس فیلم را در ۱۴ مارس ۲۰۱۷ منتشر کرد.

### نمایش سینمایی
کونگ: جزیره جمجمه در آغاز قرار بود در ۴ نوامبر ۲۰۱۶ اکران شود، اما به ۱۰ مارس ۲۰۱۷ موکول شد. این تاریخ مصادف با هشتاد و چهارمین سالگرد مجموعه بود. فیلم در برخی سینماها به‌صورت فیلم ۷۰ میلی‌متری به نمایش درآمد. مراسم افتتاحیهٔ فیلم در ۲۸ فوریهٔ ۲۰۱۷ در امپایر، میدان لستر در لندن برگزار شد.

### رسانهٔ خانگی
کونگ: جزیره جمجمه در ۲۰ ژوئن ۲۰۱۷ به‌صورت دیجیتال اچ‌دی و در ۱۸ ژوئیه بر روی دی‌وی‌دی، بلوری و ۴کا اولترا اچ‌دی منتشر شد. فیلم در هفتهٔ منتهی به ۲۳ ژوئیه ۲۰۱۷، صدرنشین جدول فروش دیسک‌های ویدیویی شد. در آمریکا و کانادا، فروش دی‌وی‌دی به ۱۶٫۶ میلیون دلار و فروش بلوری به ۲۳٫۳ میلیون دلار رسید و مجموعاً ۳۹٫۹ میلیون دلار درآمد رسانهٔ خانگی داشت.

## بازخورد

### گیشه
کونگ: جزیرهٔ جمجمه در ایالات متحده و کانادا ۱۶۸ میلیون دلار و در دیگر کشورها ۴۰۰٫۶ میلیون دلار فروش داشت، که در مجموع به درآمد جهانی ۵۶۸٫۶ میلیون دلار رسید. با بودجهٔ تولید ۱۸۵ میلیون دلاری و حدود ۱۳۶ میلیون دلار هزینهٔ بازاریابی بین‌المللی، این فیلم باید دست‌کم ۴۵۰ تا ۵۰۰ میلیون دلار در سراسر جهان فروش می‌داشت تا به نقطهٔ سربه‌سر برسد.
در ایالات متحده و کانادا پیش‌بینی شده بود که فیلم در آخر هفتهٔ نخست خود ۴۰ تا ۵۰ میلیون دلار و به‌صورت جهانی ۱۱۰ تا ۱۳۵ میلیون دلار فروش کند. فیلم در روز نخست خود از ۳٬۸۴۶ سالن سینما ۲۰٫۲ میلیون دلار فروش داشت که ۳٫۷ میلیون دلار آن از نمایش‌های پیش‌نمایش شب پنج‌شنبه به‌دست آمده بود. در نهایت، فیلم توانست برخلاف پیش‌بینی‌ها در آخر هفتهٔ افتتاحیه ۶۱ میلیون دلار فروش کند که ۳۵٪ بیشتر از تخمین‌ها بود. در سالن‌های آی‌مکس نیز از ۳۸۲ سالن، ۷٫۶ میلیون دلار فروش کرد که معادل ۱۲٫۵٪ از کل فروش آخر هفته بود. در هفتهٔ دوم، فیلم با کاهش ۵۴٫۴٪، به فروش ۲۷٫۸ میلیون دلار رسید و در رتبهٔ دوم پس از فیلم تازه‌اکران‌شدهٔ دیو و دلبر (فیلم ۲۰۱۷) قرار گرفت.
در سطح بین‌المللی، فیلم با فروش ۸۵٫۱ میلیون دلار از ۲۰٬۹۰۰ پرده در ۶۵ بازار آغاز شد. فیلم در تمامی بازارها به‌جز ژاپن و چین اکران شد. این فیلم در آی‌مکس با ۴٫۸ میلیون دلار، چهارمین افتتاحیهٔ برتر ماه مارس و دومین افتتاحیهٔ برتر در غیاب چین را ثبت کرد. فروش‌های بزرگ از بریتانیا و جمهوری ایرلند (۷٫۶ میلیون دلار)، کره جنوبی (۷٫۴ میلیون)، روسیه (۶٫۲ میلیون)، مکزیک (۵٫۷ میلیون)، فرانسه (۴٫۱ میلیون)، تایوان و استرالیا (هرکدام ۳٫۶ میلیون)، برزیل و آلمان (هرکدام ۳٫۴ میلیون)، مالزی (۲٫۶۵ میلیون)، هند (۲٫۴ میلیون)، اسپانیا و ایتالیا (هرکدام ۱٫۶ میلیون) به‌دست آمد. در ویتنام (که محل اصلی فیلم‌برداری و داستان فیلم است)، فیلم با ۲٫۵ میلیون دلار رکورد بزرگ‌ترین افتتاحیهٔ تاریخ آن کشور را زد؛ آن هم در هفته‌ای که ماکت غول‌آسای شخصیت کونگ در مراسم افتتاحیه دچار آتش‌سوزی شد.
فیلم سرانجام در چین با ۷۱٫۶ میلیون دلار و در ژاپن با ۳٫۵ میلیون دلار اکران شد، جایی که فیلم با عنوان کینگ کونگ: خدای غول‌پیکر جزیرهٔ جمجمه به نمایش درآمد. در مجموع، فیلم در خارج از آمریکا ۴۰۰ میلیون دلار فروش داشت و دومین فیلم پرفروش در دنیای سینمایی هیولاها تا به امروز به‌شمار می‌رود.

### واکنش منتقدان
کونگ: جزیرهٔ جمجمه به‌طور کلی نقدهای مثبتی از سوی منتقدان دریافت کرد. در وبگاه جمع‌آوری نقد راتن تومیتوز، ٪۷۶ از ۳۹۲ بررسی منتقدان مثبت است، و میانگینِ امتیاز آن ۶٫۵/۱۰ است. اجماع این وبگاه چنین می‌نویسد: «با ارائهٔ جلوه‌های بصری هیجان‌انگیز، بازی‌های قابل قبول و داستانی پرشتاب، فیلم کونگ: جزیرهٔ جمجمه جایگاه خود را در اسطوره‌شناسی هیولای سینما تثبیت می‌کند، هرچند به پای نسخهٔ کلاسیک اصلی نمی‌رسد.» این فیلم در متاکریتیک که از میانگین وزنی استفاده می‌کند، بر اساس نظر ۴۹ منتقدین امتیاز ۶۲ از ۱۰۰ را کسب کرده که نشان‌گر «نقدهای عموماً مطلوب» است. تماشاگرانی که توسط سینماسکور نظرسنجی شدند، به فیلم نمرهٔ «B+» در مقیاس A+ تا F دادند. در نظرسنجی پست‌ترک، ۸۰٪ بینندگان بازخورد مثبت دادند و ۶۰٪ نیز اعلام کردند که فیلم را حتماً توصیه خواهند کرد.
مایکل فیلیپس از روزنامهٔ شیکاگو تریبون با دادن امتیاز سه‌ونیم از چهار ستاره، فیلم را ستود و نوشت: «من در فیلم پیشین [کارگردان] چیزی ندیدم که نشان‌دهندهٔ چابکی و روحیهٔ سرزندگی‌ای باشد که در جزیرهٔ جمجمه آورده است. این بار، پول فقط خرج جلوه‌های ویژه نشده، بلکه یک فیلم خوب هم تحویل داده شده است.»
مایک رایان از آپروکس نیز نقدی مثبت بر فیلم نوشت و افزود: «کونگ: جزیرهٔ جمجمه واقعاً سرگرم‌کننده است. فیلمی بود که حتی در لیست انتظاراتم هم نبود، اما تماشای آن برایم بسیار لذت‌بخش بود. تنها کاش کمی بیشتر دیوانگی خود را بروز می‌داد. (البته همچنان دیوانگی کافی در آن هست!)»
تاد مک‌کارتی از هالیوود ریپورتر نیز نقدی مثبت نوشت و اظهار داشت: «همهٔ عناصر لازم در این‌جا به اندازه و در زمان مناسب ارائه شده‌اند و زمان فیلم به‌سرعت می‌گذرد، که در مورد فیلم‌های این‌چنینی نادر است.»
کایل اندرسون از نردیست نیوز فیلم را سرگرم‌کننده اما دارای ایراد دانست و گفت: «بدون شک فیلمی کامل نیست، بسیاری از شخصیت‌ها پرداخت کافی ندارند، اما از ابتدا تا انتها با لذت پیش می‌رود.»
در سوی دیگر، پیتر بردشاو از گاردین تنها یک ستاره از پنج ستاره به فیلم داد و آن را «بازسازی‌ای به‌شدت سردرگم و خسته‌کننده» از داستان کینگ کونگ توصیف کرد.
متیو لیکونا از سان دیه‌گو ریدر نیز با دادن تنها یک ستاره نوشت: «تماشای هیولاها در حال حرکت سرگرم‌کننده است، اما از نظر انسانی، فیلم بسیار ضعیف نوشته شده، بیش از حد پر از بازیگر است و بازی‌ها هم سطحی هستند. تنها ساموئل ال. جکسون توانسته در میانهٔ این هرج‌ومرج، لحن درستی از دیوانگی ارائه دهد.»
کریس کلیمک از ان‌پی‌آر نوشت: «کونگ در بهترین حالت خود، شبیه یک مستند طبیعت دربارهٔ گیاهان و جانوران عجیب جزیرهٔ جمجمه است، اما هر بار که قرار است فیلم جالب شود، یکی از شخصیت‌های بی‌جان و تکراری وارد می‌شود و حرف می‌زند.»
آنتونی لین از نیویورکر اشاره کرد که فیلم می‌خواهد نسخه‌ای پاپ‌فرهنگی از اینک آخرالزمان باشد، با حذف دشمن انسانی، تضعیف تمثیل سیاسی و افزایش عناصر دیوانه‌وار.
جِی. آر. جونز نیز محل وقوع داستان را زیر سؤال برد و نوشت: «این تقلید از پارک ژوراسیک نه در دورهٔ رکود اقتصادی (که فیلم اصلی در آن ساخته شد) و نه در زمان حال (که تصاویر ماهواره‌ای حضور یک گوریل صد فوتی را نشان می‌دادند) رخ می‌دهد. بلکه در سال ۱۹۷۳ اتفاق می‌افتد، ظاهراً فقط برای استفاده از ترانه‌های راک کلاسیک در موسیقی متن!»
در مورد بازی بری لارسون، ان هورنادی از واشینگتن پست نوشت: «لارسون به‌نوعی تبدیل به پوستر هشداردهنده برای بازیگران زن تازه‌کار شده: یک سال اسکار می‌گیری برای بازی در درامی احساسی و پیچیده، و سال بعد در حال چشم گشودن و نفس‌نفس زدن در فیلمی دربارهٔ یک میمون غول‌پیکر هستی.»
مایکل سالفینو از وال‌استریت جورنال نیز نوشت: «بازی در یک فیلم تجاری پاپ‌کورنی بلافاصله پس از یک پروژهٔ هنری ممکن است یک بازیگر را در معرض تمسخر قرار دهد.»

## آینده
در سپتامبر ۲۰۱۵، کمپانی لجندری فیلم کونگ: جزیرهٔ جمجمه را از یونیورسال به وارنر برادرز منتقل کرد، که موجب گمانه‌زنی‌هایی در رسانه‌ها شد مبنی بر این‌که گودزیلا و کینگ کونگ در فیلمی مشترک ظاهر خواهند شد.
در اکتبر ۲۰۱۵، لجندری تأیید کرد که آن‌ها گودزیلا در برابر کونگ را خواهند ساخت. لجندری برنامه دارد یک فرنچایز سینمایی مشترک ایجاد کند که «حول محور مونارک می‌چرخد» و «گودزیلا و کینگ کونگ لجندری را در یک زیست‌بوم از کایجو‌های دیگر، چه کلاسیک و چه جدید، گرد هم می‌آورد».
کارگردان جردن ووگت-رابرتز علاقه‌اش را به ساخت فیلمی دربارهٔ زمان حضور مارلو و گونپی در جزیره ابراز کرد و گفت: «من همیشه شوخی می‌کنم که شخصاً بیشتر علاقه‌مندم یک نسخهٔ ۳۰ میلیون دلاری از جان سی. رایلی جوان در جزیره بسازم؛ یک کمدی هیولایی عجیب با او و گونپی.»
در فیلم گودزیلا: سلطان هیولاها (فیلم ۲۰۱۹)، جو مورتون در نقش دکتر هیوسن بروکس مسن ظاهر شد؛ شخصیتی که در Kong: Skull Island در اصل توسط کوری هاکینز بازی شده بود. فیلم Godzilla vs. Kong در ۲۴ مارس ۲۰۲۱ اکران شد.
در ژانویهٔ ۲۰۲۱، نتفلیکس و لجندری پیکچرز اعلام کردند که قصد دارند یک مجموعه به سبک انیمه در دنیای هیولاها بسازند. این پروژهٔ مشترک میان لجندری تلویژن، تراکتور پنتس پروداکشنز، Powerhouse Animation Studios و نتفلیکس انیمیشن بود و مجموعهٔ Skull Island در ۲۲ ژوئن ۲۰۲۳ منتشر شد.
در نوامبر ۲۰۲۳، جان گودمن نقش خود را به‌عنوان بیل راندا در مجموعهٔ تلویزیونی مونارک: میراث هیولاها بازآفرینی کرد و آندرس هولم نیز در نقش نسخهٔ جوان راندا حضور یافت.